# Picumna subrotundata
Picumna subrotundata är en insektsart som först beskrevs av Fowler 1904.  Picumna subrotundata ingår i släktet Picumna och familjen sköldstritar. Inga underarter finns listade i Catalogue of Life.